# 내일은 실험왕 (드라마)
《내일은 실험왕》은 2015년 12월 22일부터 2016년 2월 16일까지 투니버스에서 방영된 어린이 드라마이다.

## 등장인물

### 새벽 초등학교
- 정성영 : 범우주 역
- 이수민 : 나란이 역
- 홍태의 : 강원소 역
- 정택현 : 하지만 역
- 이민지 : 김초롱 역
- 김대희 : 구만리 역
- 정명훈 : 가설 역
- 이도윤 : 태권도 교사 역

### 태양 초등학교
- 권재관 : 표독한 역
- 박소영 : 백치미 역
- 최민영 : 허홍 역
- 박가람 : 유세나 역